# Wimie Wilhelm
Anita (Aniet, Wimie) Wilhelm (Amsterdam, 21 augustus 1961 – aldaar, 16 september 2023) was een Nederlandse actrice, regisseuse en cabaretière. Zij had van 2000 t/m 2006 een bijrol in de langlopende RTL 4 televisieserie Baantjer. Ze stond bekend om haar lage, hese stem, die ze van jongs af aan had.

## Loopbaan
Wimie werd geboren als Anita Wilhelm, maar op haar 18de besloot ze haar voornaam te veranderen.
Het zag er niet naar uit dat ze podiumkunsten ging bedrijven. Zij, afkomstig uit een middenklassegezin deed een opleiding tot secretaresse en studeerde ook Nederlands. Via die studie maakte ze kennis met de podiumwereld.
Wilhelm begon haar podiumcarrière als toneelactrice. Ze vervulde daarin meest kleine bijrol, haar eigen typering daarin: “Ik was de koningin van de bijrol”.
Naast haar vaste rol als wachtcommandante Els Peeters in de bekende politieserie Baantjer speelde Wilhelm ook bijrollen in diverse bioscoopfilms en trad ze op met het eigen cabaretprogramma Eigen zaken. Tevens maakte zij naam als regisseur bij het Noord Nederlands Toneel en muziektheatergezelschap Orkater. 
Door het gebrek aan voldoende toneelwerk stapte ze in de wereld van cabaretregisseur. Ze werkte met Martijn Kardol, Rayen Panday, Eva Crutzen, Brigitte Kaandorp (theatershow “eh…”). Ze begeleidde ook wel Barbara van Beukering bij het geven van lezingen, het leidde tot een lange vriendschap. Ze stond daarbij bekend vanwege haar nuchterheid.
Die nuchterheid bleef ook van kracht toen ze drie weken voor haar overlijden hoorde dat ze ongeneeslijk ziek was. Ze overleed in haar woonplaats Amsterdam op 62-jarige leeftijd.
Haar laatste werk vond postuum plaats. Ze had voor het Amsterdams Kleinkunst Festival op 24 september en 23 oktober 2023 twee concerten rondom het werk van Ramses Shaffy (Ramses 90) georganiseerd in Koninklijk Theater Carré. N00b wisselde in hun hommage aan Ramses zijn naam voor Wilhelm, zodat zij tegelijkertijd werd geëerd.

## Filmografie

### Film
- Antonia (1995) - Letta
- Missing Link (1999) - Riet Allufs
- Kruimeltje (1999) - nieuwe bewoonster
- Pietje Bell (2002) - arme vrouw
- Zwartboek (2006) - gevangenbewaarder
- Dennis P. (2007) - Medewerkster kas 1
- Hitte/Harara (2008) - Emma
- Kikkerdril (2009) - buschauffeuse
- Toy Story 3 (2010) - Stretch (stem)
- IJspaard (2014) - Sanne Maas

### Televisie
- Stuk (2002) - Sofie
- "De middeleeuwen" (2001) - non
- Wildschut & De Vries (2000) - Bob
- Baantjer (1995-2006) - Els Peeters (2000-2006)
- Koen Kampioen (2012) -  Tini
- Smeris (2014) - Tonk Aarts (aflevering Oktoberfest)
- Nieuwe buren (2014) - Psycholoog Hetty
- De Ludwigs (2016) - Schoolhoofd mevrouw Rakhorst
- De Ludwigs op jacht naar de stenen schat (2017) - schoolhoofd mevrouw Rakhorst
- De Ludwigs het geheim van de bloedverwanten (2018) - schoolhoofd mevrouw Rakhorst
- Undercover (2020-2022) - Advocaat van Ferry Bouman
- Bestseller boy (2022) - Uitgever Maaike Hamer
- Panduloria (2023) - Dwergtrol Nanette
- Ferry (2023) - Advocaat van Arie Tack en Ferry Bouman

### Gastrollen
- Flodder - verpleegster - aflevering Bijwerkingen (1997)
- Dit was het nieuws (1995-2000) - zichzelf
- Baantjer - Alinda Boermans (afl. De Cock en de enge moord, 1998)
- Unit 13 (1996-1998)
- Oud Geld (1998)
- Blauw blauw (1999)
- Deuce Bigalow: European Gigolo (2005) - huishoudster
- Gooische Vrouwen (2005) - Elma
- Sterke verhalen uit Zoutvloed - Vrouwelijke engel (2008)
- De co-assistent - Dr. Nina Visser (2008, 2009)
- Toren C (2010)
- Feuten (2010-2013) - Chauffeuse bierwagen (2012)
- Flikken Maastricht - Ex-gevangene - aflevering  Safe? (2015)
- Klikbeet (2017-2020) - verschillende gastrollen en als zichzelf
- De regels van Floor - juf (2021)
- De Avondshow met Arjen Lubach - Jeanette van Vleuten (2022)
- Sinterklaasjournaal - Beveiliger vliegveld - (2022)
- Flikken Maastricht - Merel Beckers - aflevering Vreemdgangers (2023)
- Jackson & Malone - Karin de Wolf (2023)

### Regie
- Eh... (theatershow van Brigitte Kaandorp)
- Opslaan Als[9] (theatershow en miniserie van Eva Crutzen)
- Verschillende shows van Richard Groenendijk

## Privé
Wilhelm was getrouwd met Justus van Oel en had één dochter.